# Halfdan Hopstock

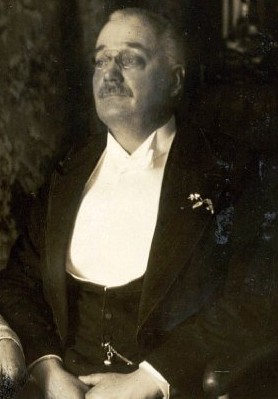
Halfdan Hopstock

Halfdan Hopstock, född 24 september 1866 i Bergen, död 1925, var en norsk läkare.
Hopstock blev candidatus medicinæ 1892 och innehade från 1893 praktik i Kristiansand, senare i Kristiania, där han efter ett års vikariat anställdes som anatomisk prosektor vid Kristiania universitet 1895. Efter Gustav Adolph Guldbergs död 1908 ledde han en tid den anatomiska institutionen, och han var från 1898 sekreterare vid medicinska fakulteten.
Hopstocks intressen var huvudsakligen undervisning och studiet av medicinens, särskilt anatomins, historia. Som prosektor undervisade han hela Norges yngre läkarkår; från 1897 ledde han undervisningen i anatomi och fysiologi vid Kristiania ortopediska institut (sjukgymnaster), en tid även tandläkarelevernas och från 1911 Röda Korsets elevers undervisning i nämnda ämne. 
Som historiker gav Hopstock väsentliga bidrag till studiet av anatomins historia och av Leonardo da Vinci som anatom. Han utgav tillsammans med Adolf Fonahn och Ove Conrad Langaard Vangensten Leonardo da Vinci: Quaderni d'Anatomia, I–VI (1911–16), ett arbete, som fick stor uppmärksamhet, och av vilket Hopstock bearbetade de anatomiska avsnitten. Av andra större arbeten märks Grundtræk af Anatomiens historiske Udvikling (tillsammans med Anton Ludvig Faye, I, 1904; II, 1905), Det Kongelige Frederiks Universitets Anatomiske Institut 1815–1915 (1915), och en del tidskriftsartiklar. Hans lärobok för skolan i människans anatomi, fysiologi och hygien utkom med femte upplagan 1916.
I samband med anatomiska institutionens 100-årsjubileum 1915 tilldelades Hopstock dess förtjänstmedalj i guld.